# Loreto Garza
Loreto Garza est un boxeur mexicano-américain né le 23 mai 1962 à Sacramento, Californie.

## Carrière
Passé professionnel en 1983, il devient champion des États-Unis des poids super-légers en 1989 puis champion du monde WBA de la catégorie le 17 août 1990 en battant aux points Juan Martin Coggi. Après une défense victorieuse contre Vinny Pazienza, il s'incline au 3e round face à Edwin Rosario le 14 juin 1991. Garza met un terme à sa carrière en 1993 sur un bilan de 31 victoires, 2 défaites et 1 match nul.

## Référence
1. ↑  (en) Frankie Warren vs. Loreto Garza (boxrec.com)